# Brazylia (singel)
Brazylia – cover nagrany przez Martę Mirską i wydany na pierwszej stronie singla (będącego splitem) przez poznańską wytwórnię Mewa Mieczysława Wejmana.
Samba „Brazylia” to kompozycja brazylijskiego muzyka Ary'ego Barroso napisana w 1939. Oryginalny tytuł melodii to „Aquarela do Brasil”, ale zwykle używana jest krótsza forma „Brasil”. Autorem polskich słów jest – według etykiety płyty: „Niemira”. Marcie Mirskiej towarzyszy w tym nagraniu orkiestra jazzowa J. Maćkowiaka.
Drugie nagranie na tej płycie to paso doble „Carmencita z Toledo”. Według naklejki płyty – kompozycja Molledo. Utwór instrumentalny wykonany przez orkiestrę B. Skowrońskiego.
Szelakowa, szybkoobrotowa (78 obr./min.) płyta ukazała się w 1948 w Mewie z naklejką Melodje i numerem katalogowym 10. Numery matryc: strona A – 48706, strona B – 48716.

## Muzycy
- Marta Mirska – śpiew (a)
- Orkiestra jazzowa J. Maćkowiaka (a)
- Orkiestra B. Skowrońskiego (b)

## Lista utworów
Strona A
1. „Brazylia”  – samba

Strona B
1. „Carmencita z Toledo” – pasodoble